# The Love Album
Ne doit pas être confondu avec The Love Album: Off the Grid.
Albums de Anaïs Croze
The Cheap Show
(2006) The Short Version
(2010)
The Love Album est un album d'Anaïs Croze sorti en 2008. Produit à San Francisco par Dan the Automator - producteur travaillant notamment avec Damon Albarn (pour le premier album de Gorillaz, 2001).
Dans The Love Album, Anaïs se réinvente dans un style plus recherché instrumentalement, soulignant une influence sonore marquée par son producteur et des musiciens californiens.
Comme le titre de l'album l'indique, les thèmes des chansons se regroupent autour de l'amour sous toutes ses formes. On y retrouve souvent en filigrane le ton humoristique et second degré qui a fait le succès du premier album The Cheap Show en France et en Belgique.
Le premier single de l'album, Peut-être une angine, dont les paroles racontent l'obsession qui ressemble à une maladie (une angine) que l'on peut avoir pour une personne, est diffusé depuis fin novembre 2008.
Anaïs surprend avec sa chanson Elle me plaît. Chanson sensuelle et lancinante en versions française et anglaise, où une femme avoue son attirance pour une autre femme.
L'album inclut une nouvelle version du titre Elle sort qu'avec des blacks et un morceau caché très court intitulé Ghost Song.

## Liste des titres
| No  | Titre                                                     | Durée |
| --- | --------------------------------------------------------- | ----- |
| 1.  | Le Premier Amour                                          |       |
| 2.  | I love you (From the Amber story)                         |       |
| 3.  | Elle me plaît                                             |       |
| 4.  | Malheureux                                                |       |
| 5.  | J'sais pas                                                |       |
| 6.  | Moi qui croyais                                           |       |
| 7.  | Entre deux verres                                         |       |
| 8.  | Farniente                                                 |       |
| 9.  | Peut-être une angine                                      |       |
| 10. | Si j'avais su que notre amour (Duo rêvé avec Chris Isaak) |       |
| 11. | Je voudrais partir en week-end                            |       |
| 12. | Qui c'est la fille sur la photo                           |       |
| 13. | Elle sort qu'avec des blacks                              |       |